# 天主教楠泰爾教區
天主教楠泰爾教區（拉丁語：Dioecesis Nemptodurensis）是法國一個羅馬天主教教區，屬巴黎總教區。
教區成立於1966年10月9日，位於上塞納省，2004年有教友857,000人（佔轄區總人口60.0%）、八十個堂區、263名司鐸。現任教區主教為瑪竇·魯熱，榮休主教為吉拉·多庫爾和方濟各·法夫羅。